# Anax junius
Зелена штопальниця або звичайна зелена штопальниця (Anax junius), через свою схожість зі штопальною голкою, є видом бабок родини Aeshnidae. Один із найпоширеніших видів у Північній Америці, він також поширюється на південь до Панами. Він відомий своєю великою відстанню міграції з півночі Сполучених Штатів на південь до Техасу та Мексики.Він також зустрічається в Карибському басейні, на Таїті та в Азії від Японії до материкового Китаю. Це офіційна комаха штату Вашингтон у Сполучених Штатах.
Зелений штопальник — велика бабка; самці виростають до 76 мм (3,0 дюйм) в довжину з розмахом крил до 80 мм (3,1 дюйм).
Самки відкладають яйця у водній рослинності, яйця відкладають під поверхнею води. Німфи (наяди) — водні м'ясоїдні тварини, харчуються комахами, пуголовками та дрібною рибою.Дорослі штопарі ловлять комах, у тому числі мурашок, міль, комарів і мух.

## Таксономія
Дрю Друрі описав цей вид як Libellula junius у 1773 році. Зараз не існує підвидів. Існує три визнаних синоніми: Anax spiniferus Rambur, 1842; Anax ocellatus Hagen, 1867;Anax junius Хаген, 1867.

## Розподіл
Популяції на Гаваях і в Карибському басейні Green darner були помічені далеко за межами їх нормального діапазону, зокрема на Алясці, у Росії, Китаї, Японії, Франції, Великобританії, Індії та на Бермудських островах. Ймовірно, ці бродячі є мігруючими особинами, яких збив з курсу сильний вітер або шторм.

## Характеристики
Звичайні зелені штопальники — це великі комахи розміром від 6,8 до 8 сантиметрів (2,7 до 3,1 дюйм) довжиною та розмахом крил до 10 сантиметрів.Обидва пола мають зелену грудну клітку без ознак. Зрілі самці мають синювато-фіолетове черевце (перші кілька сегментів черевця найяскравіші) з чорною спинною смугою, яка розширюється біля кінця черевця. Незрілі самці та більшість самок мають червонувато-коричневе черевце, але деякі самки мають малюнок, як дорослі самці. Крила спочатку чисті, але зазвичай стають бурштиновими з віком, особливо у самок. В обох статей на обличчі (точніше, на лобі) перед очима є чорна мітка «бичаче око», розпізнавальна польова мітка, яка відокремлює їх від зовні схожих кометних штопальників.(Anax longipes) цей вид відкладає яйце в тандемі, що є унікальною поведінкою серед північноамериканських штопальників.

## Природнича історія

### Раціон і хижаки
Доросла особина, і стадія німфи є хижаками. Німфи полюють на незрілих водних комах, дрібних ракоподібних і пуголовків і навіть дрібних риб. Дорослі особини в основному полюють на крилатих комах, включаючи ос, мух, метеликів. Основними хижаками звичайної зеленої штопальної німфи є риби. На дорослих особин полюють птахи та іноді мухи-розбійники, павуки та інші великі бабки.

### Середовище проживання
Німфи розвиваються в озерах, ставках, повільних струмках і річках. Дорослих особин найчастіше можна побачити навколо місць проживання німф також їх можна знайти в різноманітних середовищах існування, включаючи луки, ліси та міські райони.

### Міграція
У Північній Америці є кілька видів мігруючих бабок, але найкраще вивчені звичайні зелені бабки. Інші мігруючи види включають:
- Tramea lacerata (чорні сідельні сумки)
- Pantala flavescens (мандрівний планер)
- Pantala hymenea (планер з плямистими крилами)
- Sympetrum corruptum (яструб лучний строкатий)[11]

Великий географічний ареал і міграційна поведінка звичайного зеленого штопальника ускладнили складну історію його життя. Нещодавні дослідження показали, що річний життєвий цикл зеленої штопальниці, ймовірно, складається принаймні з трьох різних поколінь. Перше покоління з'являється на південному кінці свого ареалу ранньою весною та мігрує на північ протягом весни та літа. Друге покоління з'являється на північному кінці ареалу влітку і мігрує на південь восени. Третє покоління зустрічається на півдні взимку і не мігрує. Звичайні зелені штопальники мігрують восени та навесні, але з кількох причин рух на південь восени більш помітний.
Приєднавши мікро радіопередавачи до звичайних зелених штопальників, дослідники виявили, що вони здатні мігрувати на відстань до 140 кілометрів (87 миля) за день, хоча зазвичай вони долають меншу відстань за день. Група дослідників використовувала аналіз стабільних ізотопів на особинах, зібраних між Онтаріо та Мексикою восени, і задокументувала, що >90 % особин переміщалися на південь із середньою відстанню 900 кілометрів.
Дослідження, опубліковане у 2019 році, приєднало мініатюрні радіопередавачі до звичайних зелених штопальників у районі Великих озер і відстежувало їхній рух за допомогою системи відстеження дикої природи Motus. Особи рухалися із середньою швидкістю 16 кілометрів за годину (9,9 миля/год).

## Галерея

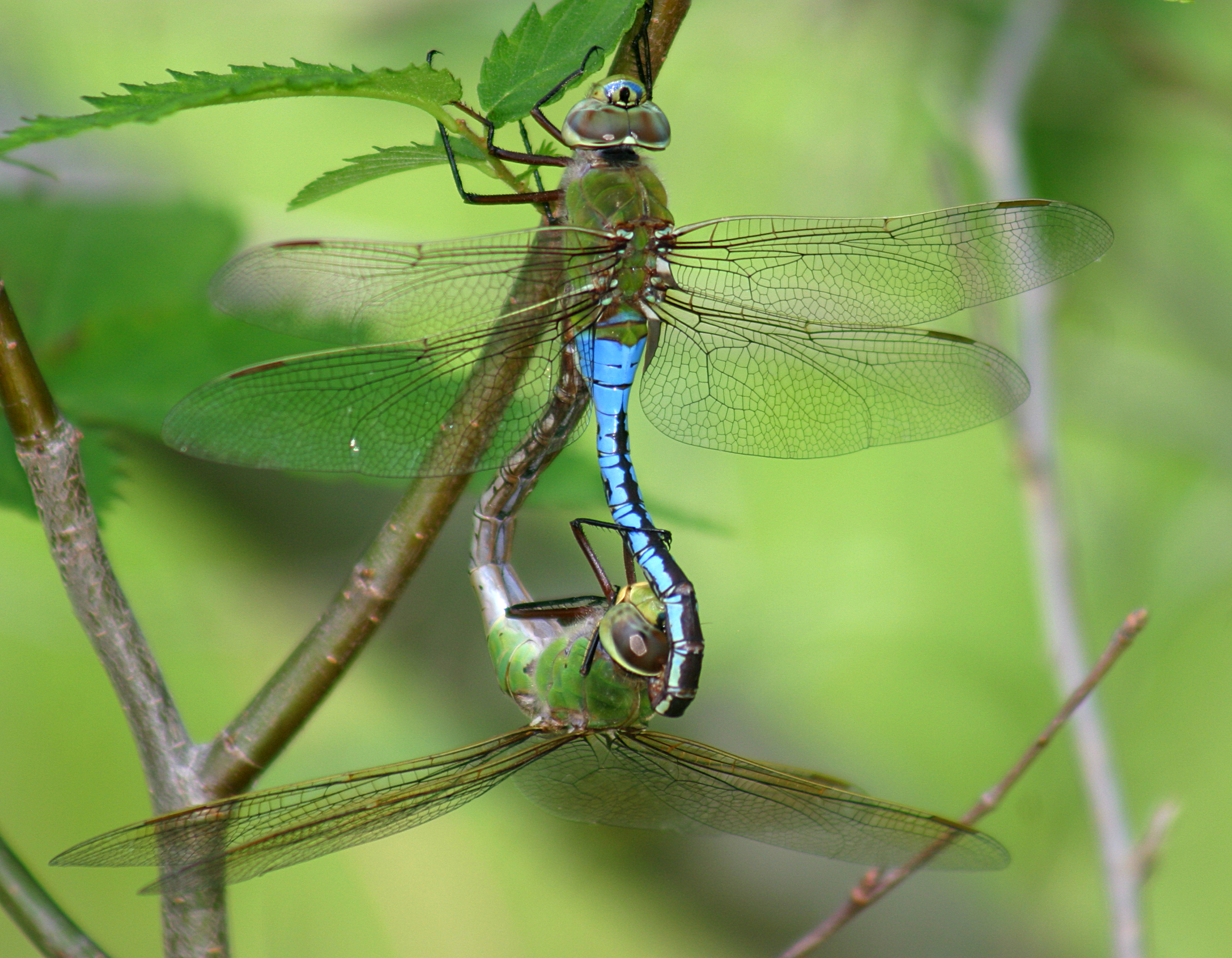
Anax junius
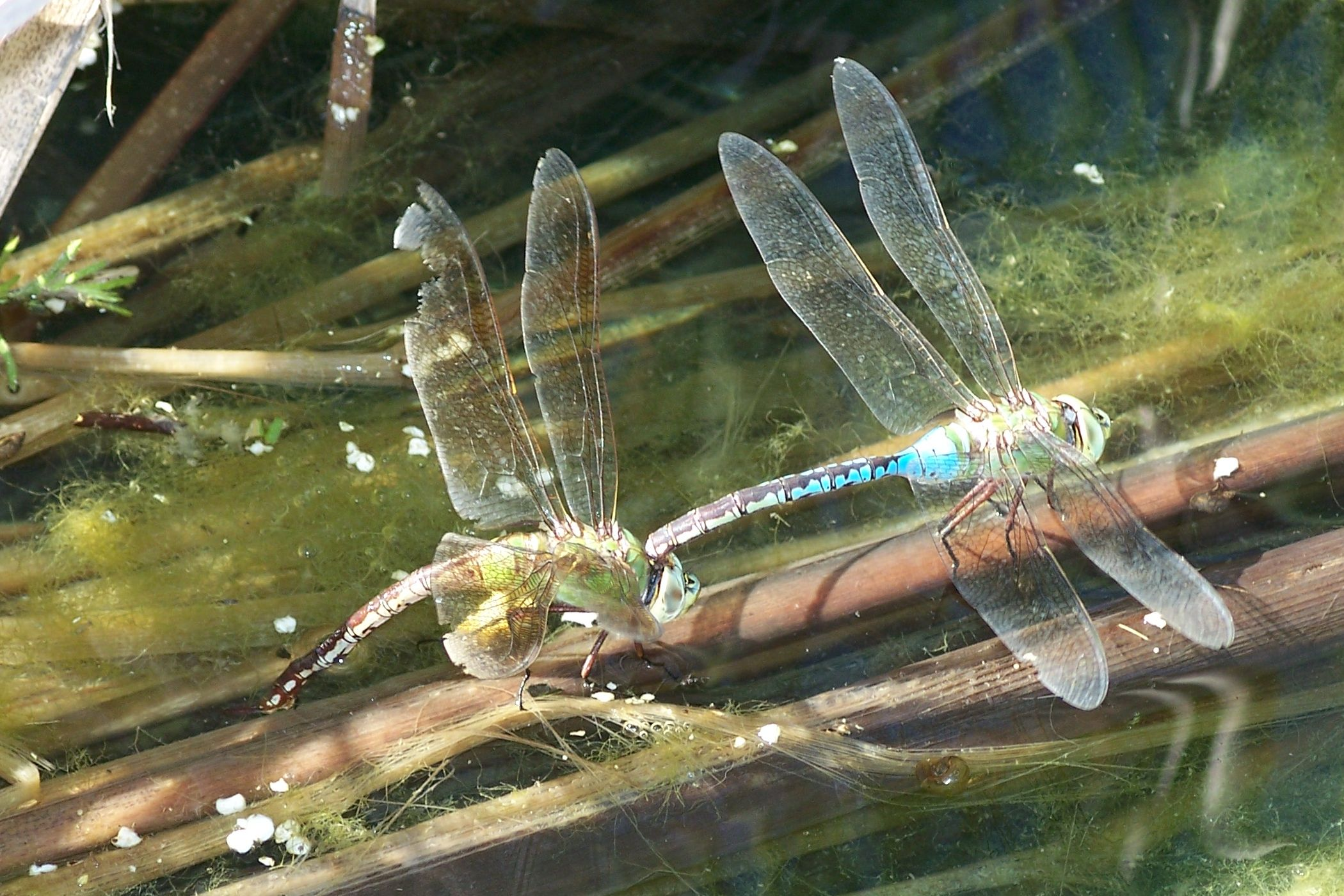
Яйцекладка
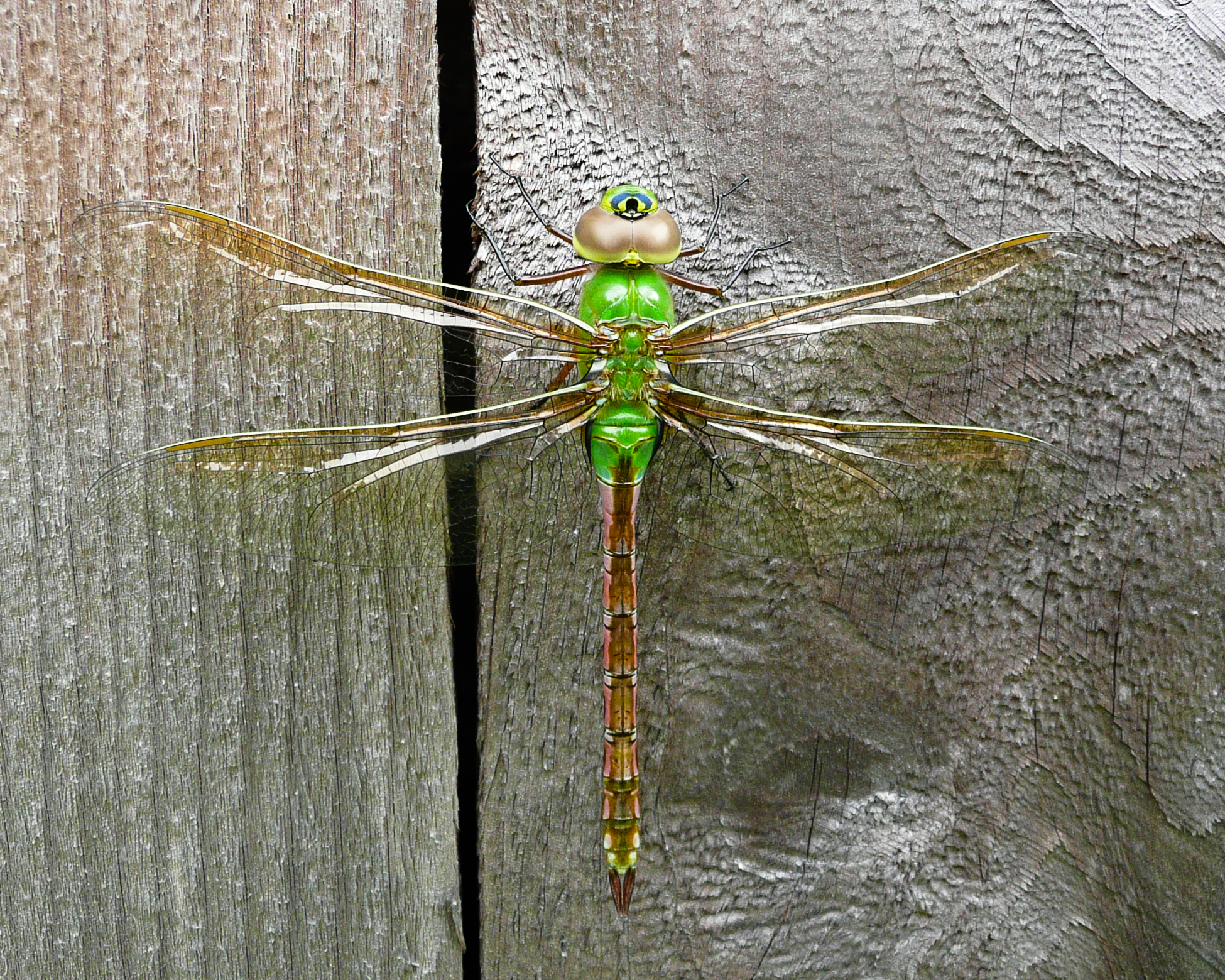
Самка
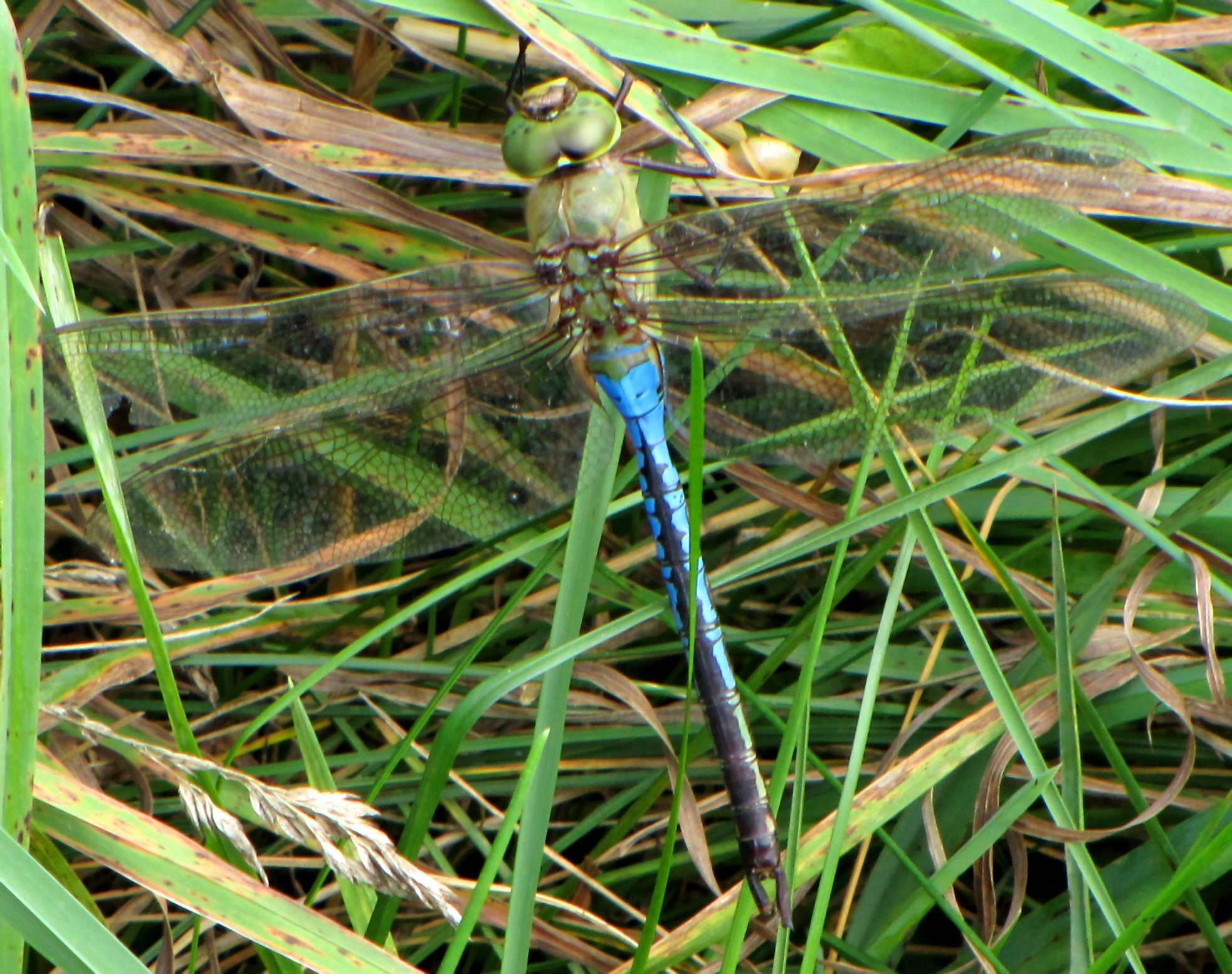
Непоширена самка блакитної форми, Оттава, Канада
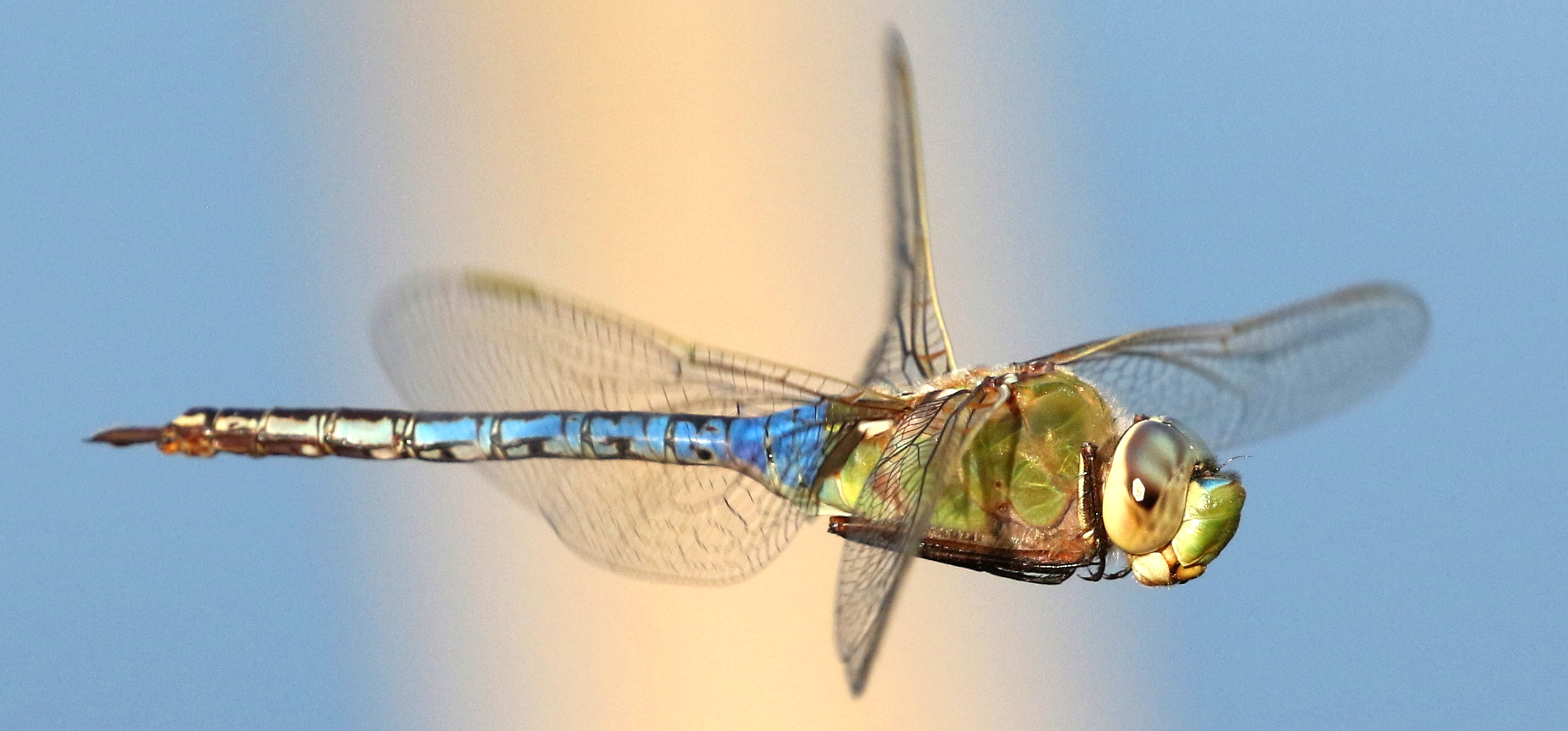
Заповідник дикої природи Сан-Хоакін